# Vyšné Strelecké plesá

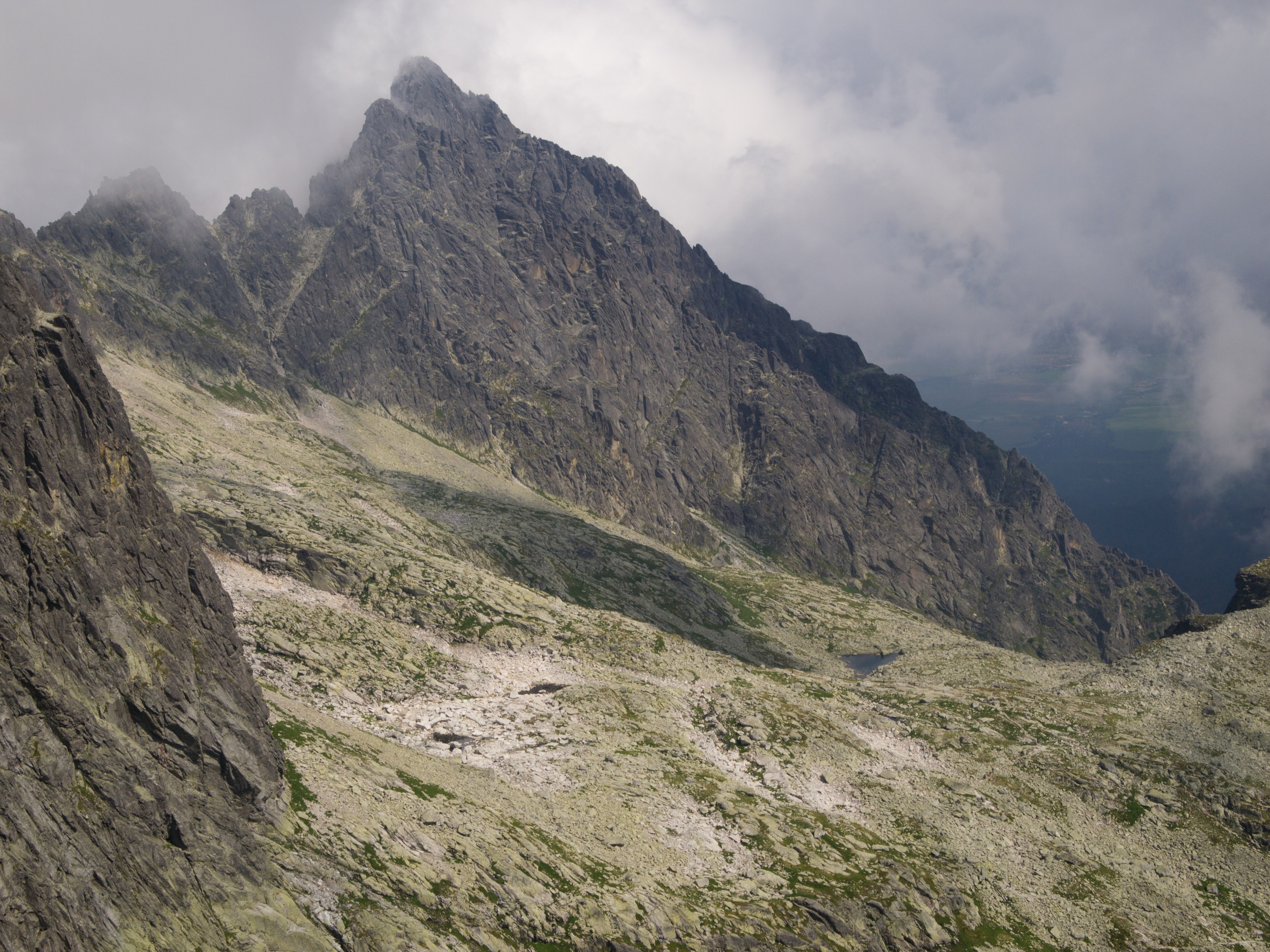
(Vyšné) Strelecké plesá (oká)

Vyšné Strelecké plesá nebo Strelecké oká (polsky Strzeleckie Oka) je soubor dvou ledovcových jezer nacházejících se ve Vysokých Tatrách pod Ostrým štítem na konci Veľké studené doliny nad Zbojníckou chatou. Nachází se v nadmořské výšce 2135 m. Jsou součástí skupiny Streleckých ples.

## Plesa
|    | název                            | rozloha | délka (m) | šířka (m) | m.hl. (m) | objem (m³) | n.v. (m) | Souřadnice                       |
| -- | -------------------------------- | ------- | --------- | --------- | --------- | ---------- | -------- | -------------------------------- |
| I  | Vyšné Strelecké pliesko (horní)  | 0,0041  | 11        | 5         | —         | —          | 2 135    | 49°11′14″ s. š., 20°10′42″ v. d. |
| II | Vyšné Strelecké pliesko (spodní) | 0,0030  | 9         | 4         | —         | —          | 2 135    | 49°11′12″ s. š., 20°10′44″ v. d. |